# Camille Guillon
Pour les articles homonymes, voir Guillon.
Émile Jean-Baptiste dit Camille Guillon, né à Paris (6e arrondissement) le 31 décembre 1904 et mort à Paris (13e arrondissement) le 5 juin 1984, est un peintre, décorateur et ornemaniste français

## Famille
Camille Guillon est le fils de Louis Camille Guillon et de sa troisième femme, Radegonde Doulcet (Chamboulive, 19 mars 1883 - ?). Il épouse Alphonsine Flamant, dite Alph (1901-1995).

## Biographie
Élève de Henri dit Tony Vergnolet, ornemaniste, il copie les anciens (Fragonard, Hubert Robert, Jean-Baptiste Monnoyer).
En même temps, il suit les cours de l'École des arts décoratifs.
Il crée sa société de décoration en 1929, et travaille avec des artistes ornemanistes tels que Claude Boussin et Taillardat.
Entre-temps, il travaille et étudie dans l'atelier du peintre, graveur, illustrateur Paul-Louis Guilbert.
En 1930, sur les instructions de l'architecte Blanche et du sculpteur Aubert, Il prend en charge avec Henri Vergnolet les patines et la décoration intérieure de la reconstitution du Temple d’Angkor Vat pour l’Exposition coloniale de 1931.
Il fait des peintures pour le pavillon français de l'Exposition universelle de 1935 à Bruxelles.
Il a également été chargé de la décoration à Paris du théâtre du Palais-Royal (1977-1978), de la restauration du théâtre du Gymnase Marie Bell et de celle du théâtre des Variétés.
Il exécute des décorations d'intérieur pour Gabrielle Chanel, Joséphine Baker, Louis de Funès, Lino Ventura, Marie Belle, la Princesse Ruspoli, Fernandel, Jacques Charon, Claude Arpels…
Expose ses tableaux au Salon d'Hiver de 1942 à 1946, au Salon des artistes français de 1947 à 1948, et au Salon des indépendants de 1971 à 1981, dont il est sociétaire depuis 1973.
Il habita à Paris, de 1924 à 1928, Villa d'Alésia (XIVe) puis à partir de 1934 au 28 rue Dieulafoy (XIIIe), où il avait également son atelier.
Photo de l'une de ces œuvres exposées au Salon des Indépendants de 1979 sous le no 2099, titrée "Fleurs, Les Tokios"
Il était ami avec le journaliste et écrivain Yvan Audouard, le peintre belge Bernard Buccholz, Yves Brayer, l'illustrateur Paul-Louis Guilbert, la créatrice de tissus Suzanne Fontan, Adolphe Halard (fondateur de la maison de tissus d'ameublement Nobilis), de Jean-Michel Rouzière, directeur du théâtre du Palais-Royal et du théâtre des Variétés…